# Chiesa dei Santi Cosma e Damiano (Ozieri)
La chiesa dei Santi Cosma e Damiano è un edificio religioso situato nell'abitato di Ozieri. A partire dal XVII secolo nella parlata popolare di Ozieri si usa chiamarla Nostra Segnora de su Remediu (o più semplicemente su Remediu)

## Storia
La chiesa intitolata ai santi Cosma e Damiano fu edificata a partire dal 1593, essendo la chiesa annessa al convento dei frati cappuccini giunti a Ozieri verso il 1591.
Fu il nobile ozierese don Francesco dell'Arca ad offrire il suo vigneto posta su una delle colline che da sud domina la città, e a mettere a disposizione dei frati cospicui aiuti economici che permisero di costruire la nuova chiesa e nel 1602 il convento.
Il posteriore convento fu attivo fino al XIX secolo quando a seguito delle leggi di incameramento dei beni ecclesiastici da parte dello Stato fu trasformato nel 1868 in ospedale, destinazione vigente tutt'oggi (il nosocomio ingloba anche parte delle strutture conventuali superstiti, mentre la grande chiesa funge da cappella dell'ospedale).
La chiesa è sede del  santuario della Nostra Signora del Rimedio, titolo attribuito con solenne incoronazione della Madonna avvenuta il 21 settembre 1986.

## Architettura
L'edificio è caratterizzato da una ampia facciata manierista mentre  l'interno è caratterizzato da una navata centrale volta a botte, con tre cappelle sul lato sinistro (la prima volta a crociera, le altre a botte).. Nella  cappella del Rimedio è presente un olio del 1953 del pittore ozierese Pietro Tinu che raffigura i santi Giovanni de Matha e Felice di Valois, fondatori dell'ordine trinitario (di cui la Madonna del rimedio è patrona).
Di particolare pregio sono gli arredi in legno di manifattura cappuccina, e numerosi dipinti del XVII secolo e del XVIII secolo, tra cui il martirio di Cosma e Damiano davanti all'altare maggiore.

## Galleria d'immagini

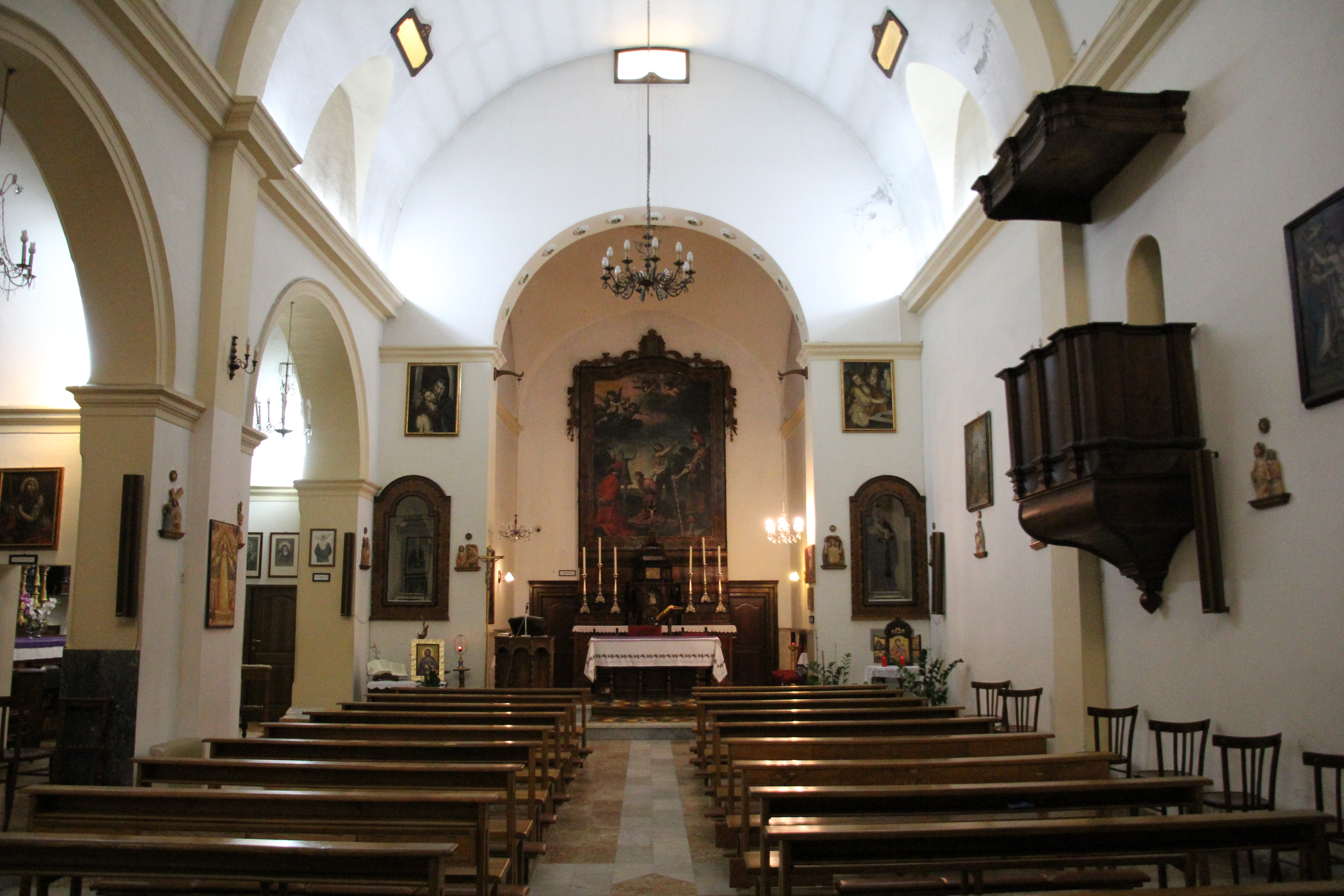
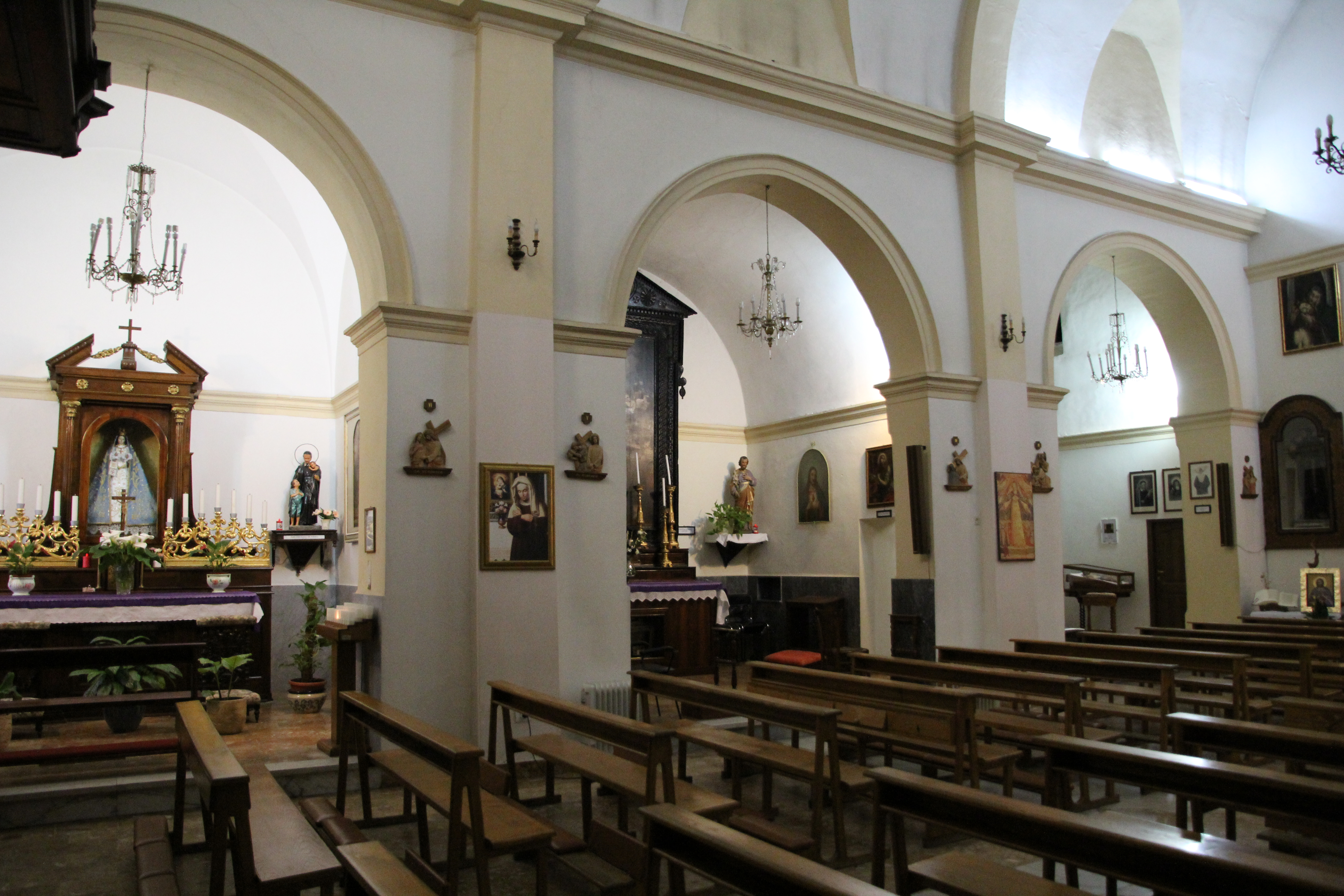
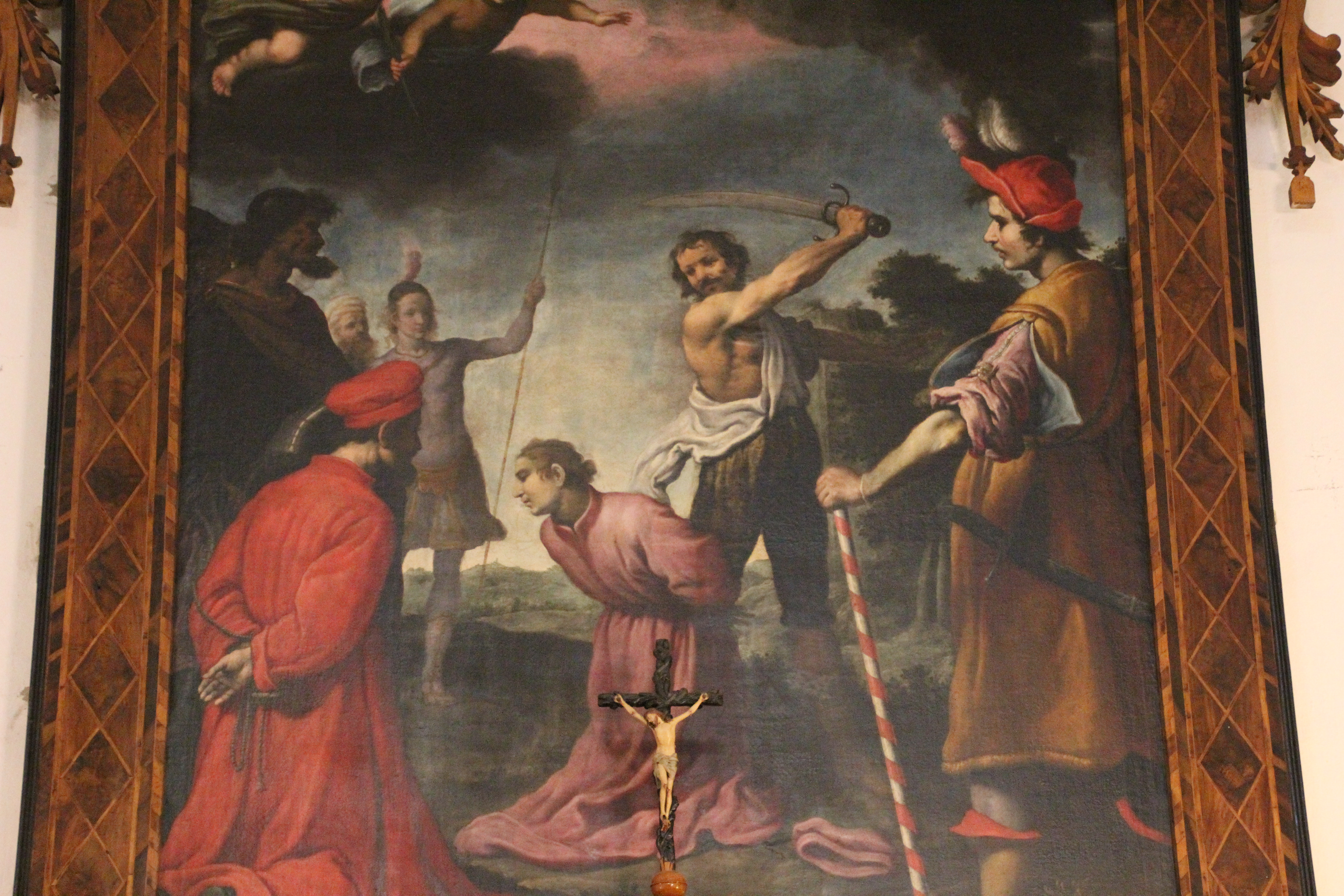
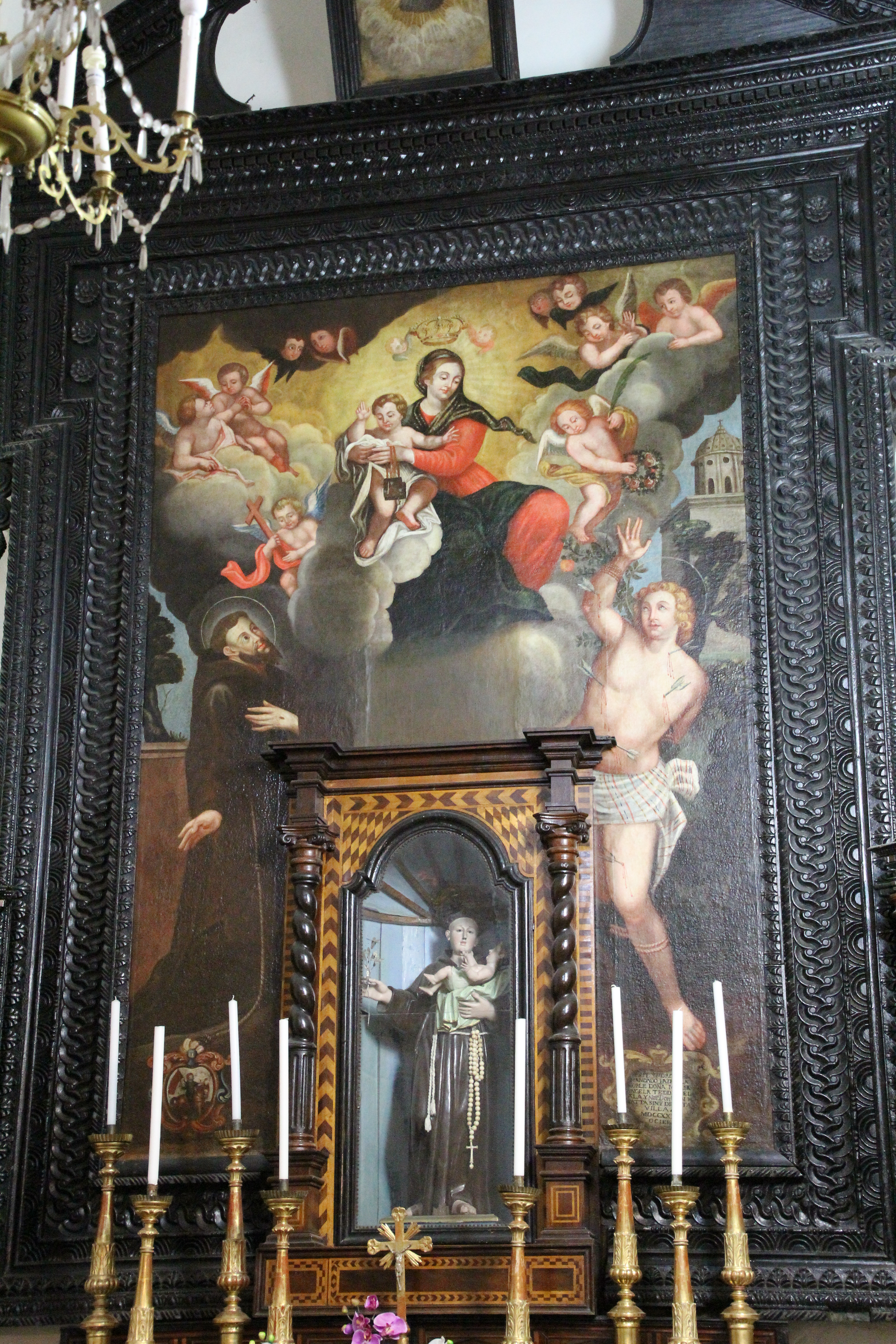